# Jorge Fernandes
Jorge Fernandes (n. 3 aprilie 1962, Rio de Janeiro, Rio de Janeiro, Brazilia) este un înotător brazilian, medaliat olimpic. A participat la 3 ediții ale Jocurilor Olimpice (1980, 1984, 1988) în care a câștigat o medalie de bronz.